# Picumnus cirratus
Picumnus cirratus е вид птица от семейство Picidae.

## Разпространение
Видът е разпространен в Аржентина, Боливия, Бразилия, Гвиана, Парагвай и Френска Гвиана.